# Sheng Long
Sheng Long (シェンロン, Shenron) é um personagem da série de jogos de luta Street Fighter criado como embuste pela revista Electronic Gaming Monthly como uma piada do Dia da Mentira publicada em fevereiro de 1992.
A piada, com base em um erro de tradução que sugeria a existência de um personagem chamado Sheng Long em Street Fighter II. Depois que outras publicações republicaram a informação sem verificar a autenticidade, a farsa Sheng Long se espalhou pelo mundo. Como resultado da discussão gira em torno da possibilidade da aparência do personagem em Street Fighter III durante o desenvolvimento do jogo, a EGM revisitou a piada em 1997, com uma versão atualizada do trote, enquanto estabelece uma história de fundo e sua aparência.
Sheng Long tem sido descrito como uma das lendas mais famosas e bem conhecidas relacionadas com vídeo games por publicações como GameDaily e GameSpot. A farsa influenciou a criação de Akuma e Gouken, o primeiro que aparece em Super Street Fighter II Turbo como um chefe secreto. Com pedidos públicos para a inclusão de Sheng Long em um jogo, levaram a empresa a considerar de sua inclusão no jogo Street Fighter: The Movie e anos mais tarde, resultando no aparecimento de Gouken tanto como um chefe secreto e personagem jogável em Street Fighter IV. A Capcom também adicionou conquistas no jogo fazendo referência a Sheng Long nos relançamentos de Street Fighter II e, para o 25º aniversário da farsa, postou temporariamente a arte e um perfil do personagem em seu site, desta vez desenhado por Shigenori "Kiki" Kiwata. Esta versão do personagem foi posteriormente reutilizada para sua aparição como um personagem não jogável no modo World Tour de Street Fighter 6, atuando como um chefe opcional de alta dificuldade.

## Origem
O nome Sheng Long vem de um erro de tradução do nome de um golpe especial realizada pelo personagem da série principal, Ryu; os caracteres shō ryū (昇龍 dragão ascendente) de Shoryuken (昇龍拳), vira Sheng Long em pinyin, método chinês de romanização. Este foi levada para uma das citações de Ryu para os adversários derrotados na versão em inglês do jogo de arcade Street Fighter II,  "You must defeat sheng long to stand a chance" (昇龍拳を破らぬ限り、おまえに勝ち目はない！ (Shōryūken wo yaburanu kagiri, omae ni kachime wa nai!) como resultado, os jogadores tiveram a impressão de que Ryu referia-se a uma pessoa, em vez do ataque.
O port do Super Nintendo Entertainment System (SNES) de Street Fighter II, lançado logo após a pegadinha do Dia da Mentira, mudou a tradução para "Você deve derrotar meu Dragon Punch para ter uma chance". o Street Fighter II de  SNES referiu-se ao "Mestre Sheng Long" como o professor de Ryu e Ken. Os manuais de instruções para ports posteriores para os consoles SNES e Sega Mega Drive substituíram todas as referências a Sheng Long referindo-se a Ryu e Ken como discípulos da "escola Shotokan de caratê". Na revista em quadrinhos  publicada pela Malibu Comics,  mestre de Ryu e Ken, Shen Long foi envenenado pelo clone de Ryu criado por M. Bison, a lutadora Nida acusa Ryu de ter envenenado o mestre. Um personagem chamado Gouken foi posteriormente introduzido no mangá Street Fighter II de Masaomi Kanzaki em 1993 como sensei de Ryu e Ken e foi adaptado para a história de fundo da série em Super Street Fighter II Turbo.

### EGM - Dia da Mentira 1992
A tradução incorreta gerou rumores sobre a existência de um personagem Sheng Long no jogo, e os jogadores enviaram cartas para publicações de videogame tentando confirmar a existência do personagem. Na edição de abril de 1992 da revista de videogame Electronic Gaming Monthly, um método foi "revelado" para alcançar Sheng Long no jogo de arcade. O repórter deu uma "Menção Honrosa" para "W.A. Stokins" ("tokens de desperdício") de "Fuldigen, HA" ("enganado de novo, ha") e afirmou que o personagem poderia ser encontrado se um jogador usando Ryu não deixasse o personagem sofre qualquer dano durante todo o jogo, e ao chegar à partida final contra M. Bison não poderia acertar Bison nem deixá-lo infligir qualquer dano até que o limite de tempo expirasse, encerrando assim a rodada empatada. Depois de repetir isso por dez rodadas consecutivas, Sheng Long apareceria do nada e jogaria Bison para fora da tela de borda e fora do caminho. O cronômetro na tela do jogo pararia em 99 segundos, resultando em uma "luta até a morte" entre Ryu e Sheng Long.
Sheng Long foi declarado como apresentando os movimentos especiais de todos os lutadores, como o "Spinning Bird Kick" de Chun-Li e o "Tiger Shot" de Sagat, mas inflige mais danos. Além disso, o personagem era supostamente mais rápido do que qualquer outro lutador do jogo, anulando a pausa entre os ataques de projéteis. Outros ataques mencionados incluíram um ataque de arremesso baseado no ar e um "Dragon Punch" mostrado para consumir seu punho em chamas para representar seu poder maior.
Publicações da Europa, Hong Kong e outros países reimprimiram o truque sem verificá-lo ou pedir permissão à EGM. Um manhua (história em quadrinhos) de Hong Kong baseada em Street Fighter II da Jademan Comics alterou sua história para incluir o personagem. Os jogadores tentaram sem sucesso por semanas desbloquear Sheng Long, até que foi revelado na edição de dezembro da EGM que era uma farsa, com a equipe afirmando que ficou surpresa com a cobertura mundial que a piada recebeu.

### EGM - Dia da Mentira 1997
Durante o desenvolvimento de Street Fighter III, os fãs discutiram a perspectiva da inclusão do personagem no novo título. EGM perpetuou a farsa novamente em 1997, alegando que Sheng Long estava no jogo, fornecendo arte do personagem retratando sua aparência e novas capturas de tela. Ao contrário do primeiro artigo, eles não terminaram a explicação de como alcançá-lo, terminando o artigo com "Para alcançá-lo, você precisará de pelo menos seis perfects e ..." Além disso, as palavras "April Fools" foram soletradas em a primeira letra das dez primeiras frases do artigo.
O design do personagem foi bastante expandido no artigo; Sheng Long agora era o nome americano para o personagem Gouken, assim como Akuma é o nome americano para Gouki (que apareceria na revisão do 2º Impacto do jogo). Seu perfil listado no artigo era paralelo ao de Gouken, mas em vez de Akuma matá-lo, ele foi jogado em um rio caudaloso. O resultado deu a ele uma cicatriz no olho e o desejo de se vingar do irmão. Para tanto, ele reviveu várias "técnicas de morte" de seu estilo de luta, que incluíam uma versão aérea da bola de fogo vermelha de Akuma que derrubava seu oponente, um Hadouken high-low double ground, um superataque Denjin-Shinryuu-Ken imbloqueável que chocar o oponente, um super ataque rápido de Hadouken semelhante a um movimento usado por Ibuki, e um terceiro super ataque destinado a ser uma versão mais forte do Shun Goku Satsu.
EGM relatou que apesar de ser a segunda piada de Sheng Long, foi convincente o suficiente para que a equipe da Capcom of America ligasse para a Capcom of Japan perguntando por que eles não haviam sido informados de que o personagem estava no jogo.

## Legado
Sheng Long é citado como um fator influente para a série Street Fighter, ganhando menção em artigos como a lista "Top 20 Personagens de Street Fighter de Todos os Tempos" da GameDaily, na qual o personagem ficou em décimo nono, apesar de não ser um personagem real. O IGN ficou em segundo lugar na lista das "Top Ten Gaming April Fools 'Pranks", observando-a como tendo o maior impacto de todas as piadas de Primeiro de Abril da Electronic Gaming Monthly. O UGO.com o nomeou uma das maiores lendas urbanas dos videogames, notando seu impacto no sucesso da série. O gerente da comunidade da Capcom, Seth Killian, descreveu o boato como "uma parte da história dos jogos", comparando-o ao Código Konami. No entanto, a GamesRadar listou-o como uma das lendas dos videogames que eles nunca mais querem ouvir, afirmando que, embora tenha sido uma boa brincadeira a princípio, Sheng Long passou de "piscadela maliciosa para os fãs" para "camiseta de Borat". O rumor é frequentemente inspirado na criação de Akuma, um personagem que estreou como um chefe final escondido em Super Street Fighter II Turbo, devido às suas semelhanças, embora a Capcom nunca tenha confirmado nem negado isso. Como na brincadeira, o processo de luta contra Akuma exigiria certas conquistas alcançadas durante o jogo, com Akuma interrompendo a partida final do jogo entre o jogador e M. Bison. A semelhança foi confirmada no remake de alta definição de Super Street Fighter II Turbo, no qual há uma conquista  no Xbox 360 intitulada "Sheng Long está em outro castelo" (que é um trocadilho de uma frase conhecida no início de Super Mario Bros, "Mario Obrigado! Mas nossa princesa está em outro castelo!") poderia ser conquistada por derrotar Akuma no modo arcade do jogo. No filme da Disney de 2012, Wreck-It Ralph, um pedaço de grafite de fundo diz: "Sheng Long esteve aqui!".

### Street Fighter: The Movie
Sheng Long é mencionado quatro vezes no jogo de arcade Street Fighter: The Movie de 1995 nos finais de Ryu, Ken, e Akuma. Em cada um, ele é declarado o mestre do irmão de Ryu e Ken e Akuma, mas nunca é declarado morto. Apesar da menção repetida, Sheng Long não aparece no jogo. Em 30 de janeiro de 2007, o designer do jogo, Alan Noon, apareceu no fórum do Shoryuken.com e discutiu aspectos do corte do jogo durante o desenvolvimento, entre eles um personagem jogável de Sheng Long.
De acordo com Noon, circularam rumores sobre a adição de personagens extras que não estavam no filme. Como a brincadeira de Sheng Long e a estréia de Akuma no Super Street Fighter II Turbo eram bastante recentes na época, os designers pediram a permissão da Capcom para adicionar os dois personagens ao jogo. A Capcom aprovou a adição de Akuma, mas negou a inclusão de Sheng Long. No entanto, a Capcom mais tarde aprovou inesperadamente a adição de Sheng Long. Noon projetou a aparência de Sheng Long para o título, dando-lhe calças de gi pretas e uma blusa longa, verde, acolchoada e sem mangas, estilo gi, amarrada com um cinto preto estilo mandarina, longos cabelos trançados brancos, bigode de Fu Manchu, um preto grosso fita sobre os olhos devido a estar cego por Akuma e uma mão assumindo a forma de garra de dragão, descrita como resultado de seu poder ser tão avançado, que ele começou a manifestar fisicamente atributos de dragão. A Capcom aprovou o design e Luis Mangubat, um artista da equipe de desenvolvimento (que mais tarde trabalharia na Midway Games), posou como Sheng Long. No entanto, o personagem ficou inacabado por causa de restrições de tempo.

### Steet Fighter IV
Em uma entrevista na edição de janeiro de 2008 da Electronic Gaming Monthly, Yoshinori Ono, produtor de Street Fighter IV, declarou "Digamos que [as piadas] que sua revista relatou no passado podem encontrar seu caminho no jogo como fanservice". O editor executivo Shane Bettenhausen entendeu isso como o aparecimento de Sheng Long em Street Fighter IV, embora tenha acrescentado que, se o personagem aparecer no jogo, seria Gouken. Quando perguntado em uma entrevista posterior ao 1UP.com sobre a possibilidade de Sheng Long aparecer no título, Ono respondeu: "Você vem ao Tokyo Game Show? Que tal você me perguntar isso novamente?". A Capcom revelou mais tarde. Gouken como personagem em Street Fighter IV, com Ono afirmando em uma entrevista à revista Play que sua inclusão no título foi em resposta aos fãs solicitando a presença de Sheng Long no jogo.
Em primeiro de abril de 2008, a Capcom anunciou Sheng Long como um "personagem secreto e desbloqueável" em seu blog de desenvolvimento japonês para Street Fighter IV e posteriormente publicado em seu blog oficial dos Estados Unidos, acompanhado de uma silhueta do personagem. O post tomou o tom de um representante de relações públicas da Capcom tentando anunciar um personagem sem revelar muitos detalhes, dando a entender que "Sheng Long é o Ryu ...", então se conteve e disse para esperar pelo anúncio oficial do personagem. Semelhante à piada original do EGM, o post lista o método para desbloqueá-lo, exigindo que o jogador ganhe todas as rodadas como Ryu sem sofrer nenhum dano e, em seguida, execute seu movimento "Shoryuken" durante a luta final contra o chefe. A recepção da piada pela terceira vez foi negativa, e incluiu críticas de 1UP.com. No dia seguinte, o site japonês confirmou que era de fato uma piada e explicou a origem de Sheng Long ao adicionar "Sheng-Long ainda é agora e sempre será, verdadeiramente um personagem de lenda".
Na versão de lançamento do jogo, o discurso da vitória de Ryu é traduzido corretamente como "Você deve derrotar o meu Shoryuken para ter uma chance". Mais tarde, essa linha seria citada diretamente no trailer de revelação do personagem de Ryu em Super Smash Bros. para Nintendo 3DS e Wii U, reforçando seu legado.

### Street Fighter V
Em março de 2017, 25 anos após a publicação do artigo da EGM, Sheng Long recebeu um perfil de "piada" no Shadaloo Combat Research Institute, parte do site da Capcom Fighters Network, dedicado a perfis de todos os personagens presentes na história do Street Fighter. O perfil satiriza o boato de Sheng Long, afirmando que ele se tornou uma lenda viva, ele aparece após jogos consecutivos de empate, seus movimentos são impossíveis de contra-atacar e sempre são registrados como contra-ataques, e que quem o vê morrerá após 24 horas, desenhado por Shigenori "kiki" Kiwata. Sua aparência lembra a versão artística EGM feita para a brincadeira de Street Fighter III, exceto em vez de cabelos compridos e barba, esta versão de Sheng Long ostenta um longo moicano e um bigode bifurcado para cima, de maneira que lembra um tridente. enquanto sua biografia afirmava que ele tinha 185 cm de altura. Uma pequena nota na parte inferior da página afirmava que seria excluído após 48 horas e logo depois foi completamente removida.
De acordo com a tradição, o perfil também lista um movimento exagerado para ele. Além do Hadoken (que ele executa com uma mão), Shoryuken (que ele também pode fazer no ar) e Tatsumaki Senpukyaku, ele também pode usar o Lance Mortal do Inferno (地獄巴投J, Jigoku Tomoenage), um arremesso instantâneo derrota seu oponente, Moedas ilimitadas (連弧院, Renkoin), uma habilidade que lhe permite ressuscitar indefinidamente, Sacos de chá (堕伊般, Daihan), que deixa seu oponente muito zangado e uma "Arte Crítica", o Rei-In-Bou Rei-In-Bou (零印棒, Rei In Bō, "Polo de Marcação de Espírito"), que permite que ele se transforme em personagens diferentes. A última jogada parece também zombar dos muitos hacks não-oficiais de Street Fighter II: Champion Edition, mais notavelmente, o Street Fighter II': Rainbow Edition.

### Street Fighter 6
Sheng Long aparece como um NPC no modo World Tour de Street Fighter 6, com uma aparência semelhante ao perfil do Shadaloo Combat Research Institute, mas com um bigode menor. Ele aparecerá como um personagem opcional para lutar no topo do prédio SiRN à noite após completar o jogo. Usando o estilo de luta de Ryu, ele foi descrito como um dos oponentes mais difíceis do modo.